# 克勞福德鎮區 (阿肯色州華盛頓縣)
克勞福德鎮區（英語：Crawford Township）是位於美國阿肯色州華盛頓縣的一個行政鎮區。

## 地方資料
克勞福德鎮區的面積為86.57平方千米，當中陸地面積為86.17平方千米，而水域面積為0.40平方千米。根據2010年美國人口普查的數據，當地共有人口1049人，而人口密度為每平方千米12.12人。